# Curtis Allen
Curtis Allen (Belfast, 22 febbraio 1988) è un calciatore nordirlandese, attaccante del Carrick Rangers.

## Carriera

### Club
Il 2 gennaio 2014 viene acquistato a titolo definitivo dalla squadra nordirlandese del Glentoran.

## Palmarès

### Club

#### Competizioni nazionali
- Campionato nordirlandese: 2

Linfield: 2009-2010, 2010-2011
- Irish Cup: 4

Linfield: 2009-2010, 2010-2011
Glentoran: 2014-2015, 2019-2020
- IFA Charity Shield: 1

Glentoran: 2015

### Individuale
- Capocannoniere del campionato nordirlandese: 1[1]

2008-2009 (19 gol)